# Tabanus trimaculatus
Tabanus trimaculatus is een vliegensoort uit de familie van de dazen (Tabanidae). De wetenschappelijke naam van de soort is voor het eerst geldig gepubliceerd in 1806 door Beauvois.